# Michael Bella
Michael Bella (* 29. September 1945 in Duisburg) ist ein ehemaliger deutscher Fußballspieler, der von 1964 bis 1978 in der Bundesliga für den MSV Duisburg 405 Spiele mit 13 Toren bestritten hat und damit der Rekordspieler der Meidericher ist.

## Laufbahn

### Verein
Hervorgegangen ist Michael Bella aus der Jugend der DJK Lösort-Meiderich. Mit Beginn der C-Jugend wechselte er im Jahre 1957 in die Jugendabteilung des Meidericher SV. Er begann in der Jugend als Torhüter. Da er durch mangelnde Größe Probleme in dieser Position bekam, wechselte er in das Feld und entwickelte sich zu einem ausgezeichneten Stürmer. Zur zweiten Bundesligarunde 1964/65 wurde er zusammen mit Rüdiger Mielke aus der Amateurmannschaft in den Lizenzspielerkader des Vizemeisters der Premierenrunde 1963/64 übernommen. Beide Nachwuchsspieler kamen in ihrem ersten Jahr Bundesliga auf zwei Einsätze. Am 20. März 1965 debütierte Bella in der Bundesliga beim Heimspiel gegen Hertha BSC. Trainer Rudi Gutendorf war zum 1. März 1965 entlassen worden. In der zweiten Runde kam Bella unter dem neuen Trainer Hermann Eppenhoff bereits auf 22 Einsätze. Er wurde nun zunehmend in der Abwehr eingesetzt und zog mit seinen Mannschaftskameraden in das DFB-Pokalfinale am 4. Juni 1966 in Frankfurt gegen den FC Bayern München ein. Er bestritt alle fünf Spiele im DFB-Pokal der Runde 1965/66. Das Endspiel gewann München mit 4:2 Toren. Als Gyula Lóránt zur Runde 1967/68 den Ex-Schalker Eppenhoff als Trainer ablöste, absolvierte Michael Bella fünf Runden in Serie alle 170 Ligaspielen für die „Zebras“. Er fehlte von 1967/68 bis 1971/72 in keinem Rundenspiel des MSV.
In der Runde 1974/75 stand in der Bundesliga erneut der Kampf um den Klassenerhalt an, mit dem 14. Rang konnte die Klasse gehalten werden, im DFB-Pokal dagegen feierte die Mannschaft von Trainer Willibert Kremer den Einzug in das Finale. Bella war in allen Pokal-Spielen aktiv, auch beim 3:2-Sieg am 8. Februar 1975 bei Bayern München. Auch das zweite Pokalfinale ging für den Libero spielenden Bella am 21. Juni 1975 in Hannover mit 0:1 Toren gegen Eintracht Frankfurt verloren. In der Runde 1975/76 bestritt Bella die vier Spiele mit dem MSV im UEFA-Cup gegen Paralimni Famagusta und Levski/Spartak Sofia.
In seiner letzten Saison 1977/78 kam der Routinier unter Trainer Carl-Heinz Rühl auf 28 Spiele und belegte mit seiner Mannschaft den sechsten Platz. Am 34. Spieltag verabschiedete er sich mit dem 1:0-Heimsieg gegen den FC Schalke 04 nach 405 Einsätzen aus der Fußball-Bundesliga. Mannschaftskameraden in diesem Spiel waren Kees Bregman, Ditmar Jakobs, Bernard Dietz, Theo Bücker, Herbert Büssers, Kurt Jara, Rudolf Seliger und Ronald Worm.

### Nationalmannschaft
Der DFB berief den jungen Spieler des MSV erstmals zum Länderspiel der Juniorennationalmannschaft U-23 am 16. November 1966 in Bukarest gegen Rumänien. 1967 folgten zwei weitere Berufungen. Als die deutsche Fußballnationalmannschaft im Dezember 1968 eine Südamerikareise durchführte, wurde Bella von Bundestrainer Helmut Schön in den Kader aufgenommen. Am 18. und 22. Dezember 1968 bestritt der Meidericher gegen Chile und Mexiko seine ersten zwei Länderspiele. Bei der Nennung der 40er-Liste am 23. April 1970 an die FIFA gehörte auch Bella zu den DFB-Erwählten der Spieler für die Fußball-Weltmeisterschaft 1970 in Mexiko. Dem Kader für das Turnier gehörte er nicht an. Am 14. Oktober 1970 stand er zum vierten Mal in der Juniorennationalelf in Leicester gegen England. Einen Monat später bestritt er sein drittes A-Länderspiel in Athen gegen Griechenland. Das vierte und letzte A-Länderspiel war die EM-Qualifikationspartie am 17. Februar 1971 in Tirana gegen Albanien.
Der Verteidiger gehörte dem Aufgebot für das EM-Viertelfinalspiel am 29. April 1972 in London gegen England, dem Rückspiel am 13. Mai in Berlin sowie auch dem Länderspiel am 26. Mai 1972 in München gegen die Sowjetunion an. Er kam allerdings nicht zum Einsatz. Auch bei der Fußball-Europameisterschaft 1972 in Belgien, wiederum war Bella im Aufgebot, wurde er nicht zum Einsatz gebracht. Die letzte Berufung in die Nationalmannschaft hatte der Meidericher beim Länderspiel am 15. November 1972 in Düsseldorf gegen die Schweiz.

## Ausklang der Karriere
Zur Spielzeit 1978/79 wechselte Michael Bella in das Amateurlager zur Spielvereinigung Sterkrade 06/07, wo er nach einer schweren Knieverletzung seine Karriere beendete.
Während seiner Profilaufbahn hatte sich der gelernte Feinmechaniker ein Stahlbauunternehmen aufgebaut, welches er nun zusammen mit seinem Bruder führt.
Der ehemalige MSV-Spieler Kevin Grund absolvierte dort seine Ausbildung.